# Скшипчак, Хуберт
Ху́берт Зе́нон Скши́пчак (пол. Hubert Zenon Skrzypczak; 29 сентября 1943, Вейхерово) — польский боксёр наилегчайших весовых категорий, выступал за сборную Польши во второй половине 1960-х — первой половине 1970-х годов. Бронзовый призёр летних Олимпийских игр в Мехико, чемпион Европы, участник многих международных турниров и национальных первенств. Заслуженный мастер спорта Польши.

## Биография
Хуберт Скшипчак родился 29 сентября 1943 года в городе Вейхерово. Активно заниматься боксом начал в раннем детстве, проходил подготовку в клубах WKS Gryf и GKS Wybrzeże. Первого серьёзного успеха на ринге добился в 1965 году, когда в наилегчайшем весе занял второе место на чемпионате Польши (в финальном матче уступил Артуру Олеху). Это достижение позволило ему пробиться в основной состав национальной сборной и съездить на чемпионат Европы в Восточный Берлин — здесь он дошёл до финала, после чего со счётом 2:3 проиграл немцу Хансу Фрайштадту. Год спустя вновь был вторым в Польше, в решающем матче должен был боксировать с Олехом, но не смог выйти на ринг из-за полученной травмы колена.
В 1967 году Скшипчак побывал на чемпионате Европы в Риме, где одолел всех своих соперников и завоевал тем самым золотую медаль. Через год опять получил серебро национального первенства. Поскольку конкуренция в сборной была слишком высока, для попадания на летние Олимпийские игры 1968 года в Мехико ему пришлось сбросить вес и спуститься в минимальную весовую категорию. На Олимпиаде Скшипчак сумел дойти до стадии полуфиналов, затем со счётом 1:4 проиграл корейцу Чи Ён Джу.
Получив бронзовую олимпийскую медаль, Хуберт Скшипчак ещё довольно долго продолжал выходить на ринг в составе национальной команды, принимая участие в крупнейших международных и местных турнирах. Так, 1970 году он наконец стал чемпионом Польши, однако в следующем сезоне лишился этого титула, потерпев поражение от Лешека Блажиньского. Оставался действующим спортсменом вплоть до 1975 года, тем не менее, в последнее время уже не показывал сколько-нибудь значимых результатов, в частности, на первенстве Польши занял лишь пятое место, выбыв из борьбы за медали уже на стадии четвертьфиналов. Завершил карьеру спортсмена, имея в послужном списке 243 боя: из них 208 окончились для него победой, 32 поражением, в трёх случаях была зафиксирована ничья. За выдающиеся спортивные достижения ему присвоено почётное звание «Заслуженный мастер спорта».